# Station Strambino
Station Strambino is een spoorwegstation van de spoorlijn Chivasso-Ivrea-Aosta, gelegen in de gemeente Strambino (Piëmont-Italië).